# Musiken i Red Dead Redemption
Musiken i Red Dead Redemption, ett actionäventyrsspel med westerntema utvecklat av Rockstar San Diego och utgivet av Rockstar Games, komponerades av musikerna Bill Elm och Woody Jackson. Spelet är ett av de första av Rockstar som använder sig av egenskriven musik. Soundtracket spelades in i Jacksons studio i Los Angeles och producerades av David Holmes. Musiken syftade till att likna soundtracket hos 1960-talets westernfilmer, såsom Ennio Morricones kompositioner i Dollartrilogin. Tillsammans producerade Elm och Jackson över 14 timmars musik på 15 månader. De använde okonventionella instrument för att skapa unika ljud och jobbade med artister som Tommy Morgan under produktionen. Fyra ytterligare inspelningar med sång producerades också till spelet. 
Albumet med soundtracket till Red Dead Redemption släpptes på Itunes i maj 2010. Kompositioner som lades till spelets nedladdningsbara tillägg Red Dead Redemption: Undead Nightmare, gavs ut som ett andra soundtrack i november 2010. Soundtracken fick positiv respons från recensenter, som tyckte musiken knöt an på ett passande sätt till spelupplägget och genren. Musiken i spelet nominerades till flera utmärkelser. Många låtar blev populära och genererade coverversioner och liveframträdanden.   

## Bakgrund och inspelning

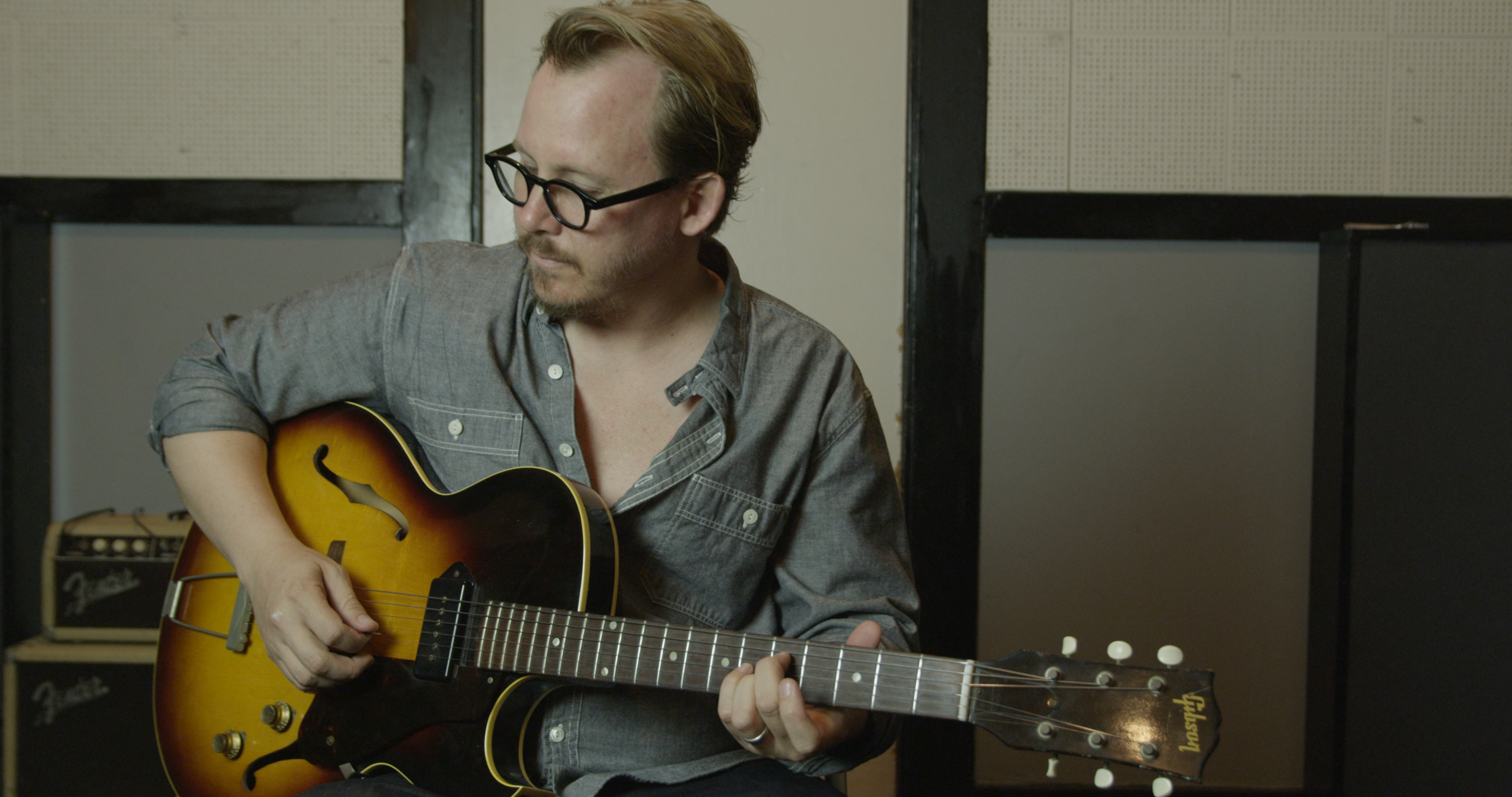
Woody Jackson komponerade musiken till Red Dead Redemption i samarbete med Bill Elm.

Red Dead Redemption är ett av de första spelen av Rockstar som har originalmusik. Handläggaren Ivan Pavlovich har nämnt den storskaliga omfattningen i spelet som en av de största svårigheterna när musiken producerades. Han sade att för att uppnå en effektiv spelupplevelse, kunde spelet inte enbart innehålla licenserad musik, som i tidigare Rockstar-spel. "Vi antog vi skulle behöva skriva originalmusik," sade Pavlovich. För utarbeta soundtracket involverade Rockstar Bill Elm och Woody Jackson, medlem samt tidigare medlem i det instrumentella rockbandet Friends of Dean Martinez. Tillsammans komponerade duon över 14 timmars musik, som ljudlägger spelets uppdrag, på 15 månader. Den specialskrivna musiken och det påföljande albumet spelades in och mixades i Jacksons egen inspelningsstudio i Los Angeles, och mastrades på Capitol Studios. Under inspelningens gång lyssnade den irländske producenten och kompositören David Holmes på originalmusiken, och tillbringade cirka tre veckor med att sammanställa 15 instrumentala låtar som kunde fungera som självständiga låtar på spelets officiella soundtrack. Holmes försökte göra soundtracket representativt för variationen av ljud och stämningar i spelet. Fyra sångframträdanden spelades också in för soundtracket. "Far Away" av José González, "Compass (Red Dead on Arrival Version)" av Jamie Lidell, "Deadman's Gun" av Ashtar Command, och "Bury Me Not on the Lone Prairie" av William Elliott Whitmore.
Låtarna är inspelade med 130 bpm i A-moll, och merparten konstruerades utifrån motiv i spelets dynamiska soundtrack. En kombination av moderna instrument och de som förekommer i traditionella westernfilmer, som exempelvis mungigan, användes. Okonventionellt nyttjande av instrumenten frambringade unika ljud, bland annat spelades en trumpet på ytan till en timpanitrumma. Rockstar konsulterade också musiker som spelade traditionella western-instrument. Munspelaren Tommy Morgan, som medverkat i flera filmer under hans 60-åriga karriär, bidrog med traditionella munspelssegment till spelet. Utöver trumpeter, gitarrer och dragspel, förekom andra instrument såsom flöjtar och okarinor. När Jackson efterforskade olika soundtracks efter inspiration, upptäckte han att det inte fanns något "Western-ljud" från 1911, året där Red Dead Redemption huvudsakligen utspelar sig i. Han kände att soundtracken i 1960-talets westernfilmer, som Ennio Morricones musik i Dollartrilogin, var mer representativa för westernmusik. För att passa in med spelets miljö, uttryckte Elm att processen inledningsvis var "skrämmande". Det tog lång tid att upptäcka hur musiken skulle fungera på ett interaktivt sätt.

## Album

### Red Dead Redemption Original Soundtrack
Red Dead Redemption Original Soundtrack  består av låtar från spelet, komponerade och producerade av Bill Elm och Woody Jackson. Soundtracket har 20 låtar med en speltid på 75 minuter och innehåller fyra extra låtar med sång. Rockstar Games släppte först albumet digitalt på Itunes den 18 maj 2010, och i fysiskt format den 23 augusti 2010. En begränsad vinylutgåva med soundtracket gavs också ut den 18 november 2010, som ett samarbete mellan Rockstar och Wax Poetics.
I spelets kontext togs Red Dead Redemption Original Soundtrack emot väl av recensenter. Simon Parkin på Eurogamer ansåg att det "stod ut", och hyllade användandet av många instrument. Will Herring från Gamepro hade liknande åsikter, och jämförde soundtracket med Morricones musik i Dollartrilogin. Justin Calvert från Gamespot beskrev soundtracket som "superbt", och Erik Brudvig från IGN uppgav att det var "exceptionellt" och "underbart". Game Music Online betraktade soundtracket som ett individuellt stycke och angav att det hade förmågan att ackompanjera "vilken Hollywoodfilm som helst". Gideon Dabi från Original Sound Version kände sig kluven angående soundtracket. Han berömde det, men skrev att det var "lite för långsamt i dragningen".
Samtliga låtar är komponerade av Bill Elm och Woody Jackson, om inget annat anges.
| 1.           | Born Unto Trouble                                          | 3:12  |
| 2.           | The Shootist                                               | 4:17  |
| 3.           | Dead End Alley                                             | 2:06  |
| 4.           | Horseplay                                                  | 3:15  |
| 5.           | Luz y Sombra                                               | 5:19  |
| 6.           | El Club De Los Cuerpos                                     | 6:24  |
| 7.           | Estancia                                                   | 2:02  |
| 8.           | (Theme From) Red Dead Redemption                           | 5:38  |
| 9.           | Triggernometry                                             | 5:24  |
| 10.          | Gunplay                                                    | 1:28  |
| 11.          | Redemption In Dub                                          | 2:10  |
| 12.          | Muertos Rojos (aka The Gunslinger's Lament)                | 5:51  |
| 13.          | The Outlaw's Return                                        | 6:54  |
| 14.          | Exodus In America                                          | 4:59  |
| 15.          | Already Dead                                               | 1:31  |
| 16.          | Far Away (José González)                                   | 4:40  |
| 17.          | Compass (Red Dead On Arrival Version) (Jamie Lidell)       | 2:59  |
| 18.          | Deadman's Gun (Ashtar Command)                             | 4:15  |
| 19.          | Bury Me Not On The Lone Prairie (William Elliott Whitmore) | 2:24  |
| 20.          | Old Friends, New Problems (Enbart vinylutgåva)             |       |
| Total längd: | Total längd:                                               | 75:18 |

### Red Dead Redemption: Undead Nightmare Original Soundtrack
Red Dead Redemption: Undead Nightmare Original Soundtrack, soundtracket till det nedladdningsbara expansionspaketet Red Dead Redemption: Undead Nightmare, innehåller kompositioner från spelet, komponerade och producerade av Bill Elm och Woody Jackson. Det finns också låtar av banden Kreeps och Misterio på albumet. Soundtracket har 18 låtar med en speltid på 49 minuter. Rockstar Games släppte det först digitalt genom Itunes och Amazon Music den 23 november 2010, samtidigt som utgivningen av Undead Nightmare, och sedan i fysisk form den 26 november 2010.
I kontexten till spelet togs soundtracket generellt sett emot väl. Harris Iqbal på Game Music Online lyfte fram dess förmåga att inkorporera skräck och westernmusik, och uttryckte att soundtracket är "ibland en gimmick och snävt i dess omfattning, men där finns ändå en god dos av variation". Kotakus Michael McWhertor kallade soundtracket "underbart".
Samtliga låtar är komponerade av Bill Elm och Woody Jackson, om inget annat anges.
| 1.           | Undead Nightmare               | 1:07  |
| 2.           | Zombie Corpseplay              | 2:53  |
| 3.           | Get Back In That Hole, Partner | 2:36  |
| 4.           | Army of the Undead             | 2:23  |
| 5.           | Chupacabra                     | 3:19  |
| 6.           | Zombie Peyote                  | 1:41  |
| 7.           | Ojo Muerto                     | 1:49  |
| 8.           | Blunderbuss Blues              | 1:58  |
| 9.           | Four Horses of the Apocalypse  | 5:03  |
| 10.          | Blackwater, USA                | 5:21  |
| 11.          | Undead Redemption              | 1:42  |
| 12.          | Missing Souls                  | 1:32  |
| 13.          | A Man Ready for Anything       | 1:57  |
| 14.          | Showdown in Escalera           | 2:43  |
| 15.          | Bad Voodoo (Kreeps)            | 3:41  |
| 16.          | Dead Man Walking (Kreeps)      | 3:52  |
| 17.          | Dead Sled (Kreeps)             | 2:09  |
| 18.          | Stinkin' Zombies (Misterio)    | 3:11  |
| Total längd: | Total längd:                   | 48:57 |

## Eftermäle
Red Dead Redemption vann utmärkelsen Bästa originalmusik av Gamespot, och Bästa originalmusik vid Spike Video Game Awards; i den sistnämnde vann låten "Far Away" av José González i kategorin Bästa låt i ett spele. González framförde låten på BBC Radio 1 i juni 2010, på Rockstars kontor i New York i juli 2010, samt på Spike Video Game Awards i december 2010. Uppträdandet på Spike VGA ackompanjerades av en musikvideo till låten som Rockstar publicerade några veckor tidigare. Ashtar Command framförde också en liveversion av låten "Deadman's Gun" i augusti 2010. Spelets popularitet har lett till många coverversioner av musiken som släppts av olika artister, som exempelvis musikern Ben "Squid Physics" Morfitt, och artisten María Katt.